# عمانوئيل بشاي
الأنبا عمانوئيل بشاي (5 يناير 1972 كوم غريب، سوهاج، مصر) هو مطران الأقصر القبطي الكاثوليكي منذ 2016.

## حياته
اسمه عند الولادة خالد عياد بشاي، درس اللاهوت و الفلسفة في إكليريكية الأقباط الكاثوليك بالمعادي، رُسم كاهنًا بيد مطران أسيوط كيرلس وليم في 25 سبتمبر 1995، ثم أكمل الماجستير في اللاهوت الأدبي و الماجستير في القانون الكنسي بروما. عمل راعيًا لكنيسة طهطا لمدة ثلاث سنوات بالإضافة لعمله مدرسًا بمعهد اللاهوت بأسيوط لعام دراسي واحد بين سبتمبر 2002 إلى يونيو 2003. ثم انتقل للعمل في الفاتيكان ممثلًا للكنيسة القبطية الكاثوليكية منذ 14 يونيو 2003 و شغل منصب أمين سر المجمع الشرقي هناك.
انتخب أسقفًا على الأقصر في 16 أبريل 2016 و تمت رسامته في 10 يونيو 2016 بيد البطريرك إبراهيم إسحاق سدراك في كنيسة الملاك ميخائيل بنجع الصياغ بمدينة الأقصر